# Dariusz Rzeźnik
Dariusz Rzeźnik (ur. 1975, zm. 3 listopada 2017) – polski folklorysta, tancerz i muzyk ludowy, popularyzator folkloru górali nadpopradzkich.

## Życiorys
Był absolwentem trzeciej edycji Studium Folklorystycznego przy Małopolskim Centrum Kultury „Sokół” w Nowym Sączu z lat 2011–2013. Od 1993 związany był z zespołem „Dolina Popradu”, zaś od  2009 był jego kierownikiem artystycznym. W zespole zaczynał jako tancerz i śpiewak, następnie udzielając się także jako instrumentalista (grał na basach, organkach, fujarce i trombicie). Wprowadził do zespołu heligonkę, na której grał. Pod jego kierownictwem zespół został uhonorowany, między innymi, w latach 2013 i 2015 „Złotym Sercem Żywieckim”, zaś w latach 2011 i 2015 „Złotą Ciupagą” na Międzynarodowym Festiwalu Folkloru Ziem Góralskich w Zakopanem. Rzeźnik uczył tańca, śpiewu i gry na heligonce. Jako wykładowca na kursach i seminariach dla instruktorów zespołów regionalnych oraz konsultant współpracował z Małopolskim Centrum Kultury „Sokół”. Owocem jego działalności folklorystycznej było odtworzenie części strojów górali nadpopradzkich oraz wydanie śpiewnika Źródła pieśni będącego pierwszym w historii zbiorem pieśni górali nadpopradzkich z XIX i XX wieku.
Dariusz Rzeźnik był inicjatorem oraz prezesem Stowarzyszenia Górali Nadpopradzkich w Piwnicznej-Zdroju.

## Nagrody
Za swoją działalność Dariusz Rzeźnik został uhonorowany, między innymi, w 2014 Nagrodą Województwa Małopolskiego im. Władysława Orkana, w latach 2013 i 2015 „Złotym Słowikiem” podczas Konkursu Muzyków, Instrumentalistów, Śpiewaków Ludowych i Drużbów Weselnych „Druzbacka” w Podegrodziu, I miejscem w 2013 oraz Grand Prix w 2015 na Festiwalu Folkloru Polskiego „Sabałowe Bajania” w Bukowinie Tatrzańskiej, w latach 2010, 2015 i 2016 Nagrodą Starosty Nowosądeckiego. W 2015 został odznaczony Medalem Ministra Kultury i Dziedzictwa Narodowego Zasłużonych dla Kultury Polskiej, w 2016 został uhonorowany Złotą Odznaką Honorową Województwa Małopolskiego „Krzyż Małopolski”.
W 2017 był laureatem Nagrody im. Romana Reinfussa oraz Nagrody Społeczno-Kulturalnego Towarzystwa „Sądeczanin”.
Od września 2016 zmagał się w chorobą nowotworową. Zmarł 3 listopada 2017.